# Mario Vilella Martínez
Mario Vilella Martínez (* 3. Juli 1995 in Elche) ist ein spanischer Tennisspieler.

## Karriere
Vilella Martínez spielt hauptsächlich auf der ITF Future Tour und der ATP Challenger Tour. Auf der Future-Tour gewann er bislang vier Einzeltitel, zuletzt 2016 in Algerien.
2015 kam er im Doppel in Valencia bei den Valencia Open durch eine Wildcard zu seinem Debüt auf der ATP World Tour. An der Seite seines Partners Eduardo Russi Assumpção verlor er in der Auftaktrunde gegen Chris Guccione und André Sá mit 1:6, 2:6.
Im Juli 2019 gewann er in Prag seinen ersten Einzeltitel auf der Challenger Tour.

## Erfolge
| Legende (Anzahl der Siege)  |
| Grand Slam                  |
| ATP World Tour Finals       |
| ATP World Tour Masters 1000 |
| ATP World Tour 500          |
| ATP World Tour 250          |
| ATP Challenger Tour (3)     |

### Einzel

#### Turniersiege
| Nr. | Datum         | Turnier | Belag | Finalgegner     | Ergebnis       |
| --- | ------------- | ------- | ----- | --------------- | -------------- |
| 1.  | 28. Juli 2019 | Prag II | Sand  | Tseng Chun-hsin | 6:4, 6:2       |
| 2.  | 18. Juli 2021 | Todi    | Sand  | Federico Gaio   | 7:63, 1:6, 6:3 |

### Doppel

#### Turniersiege
| Nr. | Datum           | Turnier | Belag     | Partner           | Finalgegner                     | Ergebnis           |
| --- | --------------- | ------- | --------- | ----------------- | ------------------------------- | ------------------ |
| 1.  | 11. Januar 2020 | Nouméa  | Hartplatz | Andrea Pellegrino | Luca Margaroli Andrea Vavassori | 7:61, 3:6, [12:10] |